# Braunschweiger Straße 107 (Magdeburg)

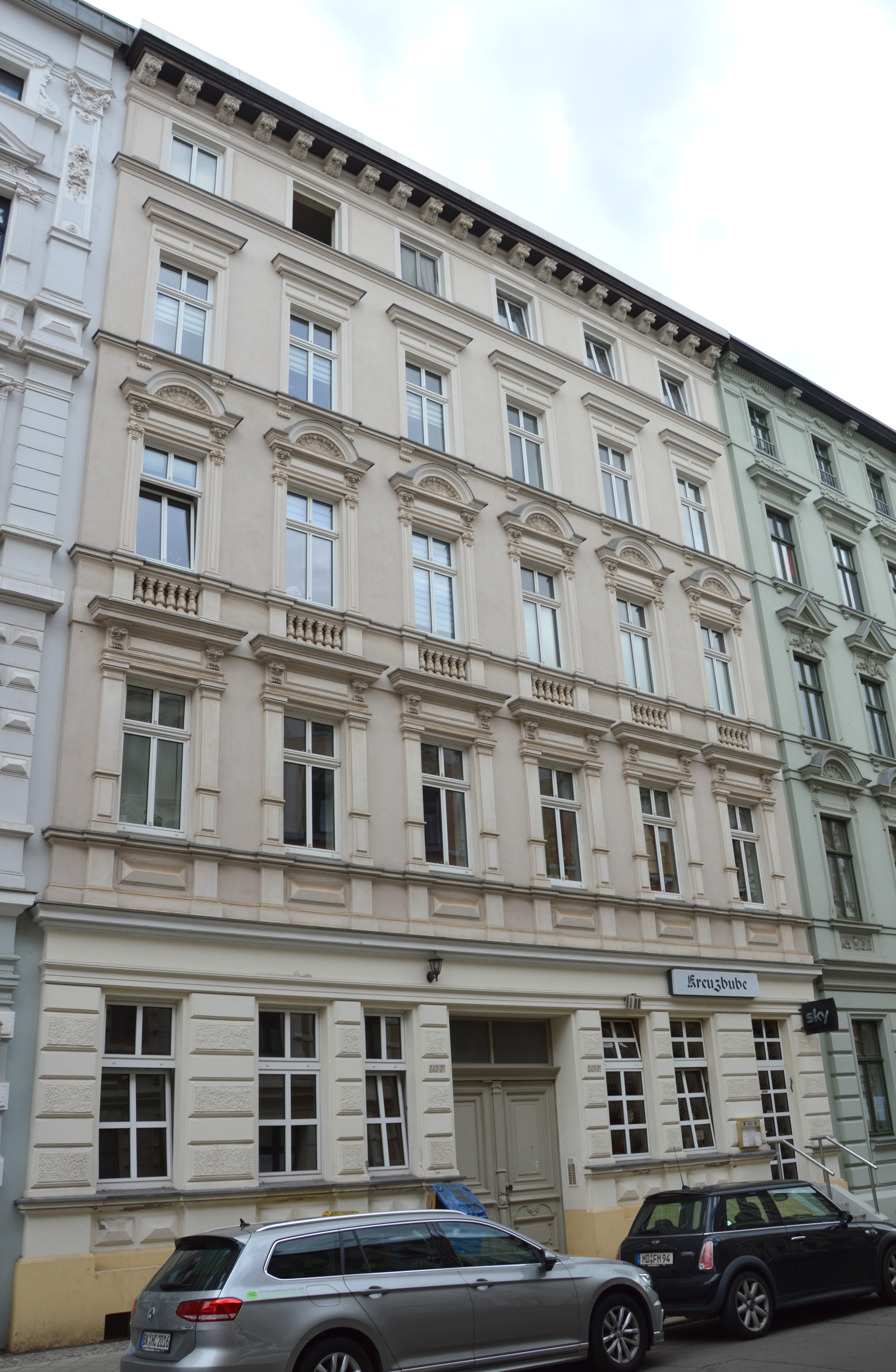
Braunschweiger Straße 107

Das Haus Braunschweiger Straße 107 ist ein denkmalgeschütztes Wohnhaus in Magdeburg in Sachsen-Anhalt.

## Lage
Es befindet sich auf der Westseite der Braunschweiger Straße nahe ihrem südlichen Ende im Stadtteil Sudenburg. Nördlich grenzt das gleichfalls denkmalgeschützte Haus Braunschweiger Straße 106, südlich das Haus Braunschweiger Straße 108, Halberstädter Straße 88 an. Das Gebäude gehört als  Einzeldenkmal zum Denkmalbereich Braunschweiger Straße 1–10, 98–108.

## Architektur und Geschichte
Das große fünfgeschossige Gebäude wurde im Jahr 1889 nach Plänen des Architekten Hugo Bahn errichtet. Bauherr war der Bildhauer G. Zabel. Die Fassade des verputzten Baus ist im Stil des Neobarock gestaltet. Am Erdgeschoss findet sich eine Rustizierung. Die Fenster im ersten und zweiten Obergeschoss sind mit Fensterverdachungen versehen und von Pilastern gerahmt.
Im Denkmalverzeichnis für Magdeburg ist das Wohnhaus unter der Erfassungsnummer 094 81946 als Baudenkmal verzeichnet.
Das Gebäude gilt als Teil der erhaltenen gründerzeitlichen Häuserzeile als prägend für das Straßenbild und wichtiges Dokument für die bauliche Entwicklung Sudenburgs in der Bauzeit.